# Cykl obraca się. Narodziny, dzieciństwo pełne duszy, uśmiechów niewinnych i zdrady...
Cykl obraca się. Narodziny, dzieciństwo pełne duszy, uśmiechów niewinnych i zdrady... – album zespołu Abraxas wydany w 1996 roku nakładem wytwórni Ars Mundi.

## Lista utworów
1. „Before (instrumentalny)” – 1:49
2. „Tarot” – 8:30
3. „Dorian Gray” – 5:55
4. „Kameleon” – 4:30 – aranżacje sekcji rytmicznej Maciej „Bagin” Bagiński i Mikołaj Matyska (1992)
5. „Alhambra” – 8:25
6. „Inferno” – 5:12
7. „Ajudah” – 9:07 – aranżacje sekcji rytmicznej Maciej „Bagin” Bagiński i Mikołaj Matyska (1992)
8. „De Profundis” – 4:56
9. „Tabula Rasa” – 11:15

## Twórcy
- Marcin Błaszczyk – instrumenty klawiszowe, flet
- Szymon Brzeziński – gitara
- Adam Łassa – śpiew
- Marcin Mak – perkusja
- Rafał Ratajczak – gitara basowa
- Agnieszka Krystman – skrzypce
- Marcin Miecznikowski – altówka